# Gambian National Basketball League
Die Gambian National Basketball League ist die Basketballliga im westafrikanischen Staat Gambia. Sie wird von der Gambia Basketball Federation (GBF) organisiert. Einer der erfolgreichsten Vereine ist der Wallidan Banjul.
In der Saison 2017–2018 spielen folgende neun Vereine in der Division I der Herren:
- Brikama
- Gambia Armed Forces
- Lamin
- Saints
- Serekunda East
- Serekunda West
- Sports House
- Wallidan
- YMCA